# Fuji Rabbit
Fuji Rabbit — мотороллер, выпускавшийся японской компаний Fuji Heavy Industries в 1946 — 1968 годах (всего произведено 637 487 штук). Обществом инженеров автомобильной промышленности и транспорта (ja) признан одним из 240 памятников японских технологий автомобилестроения.

## История

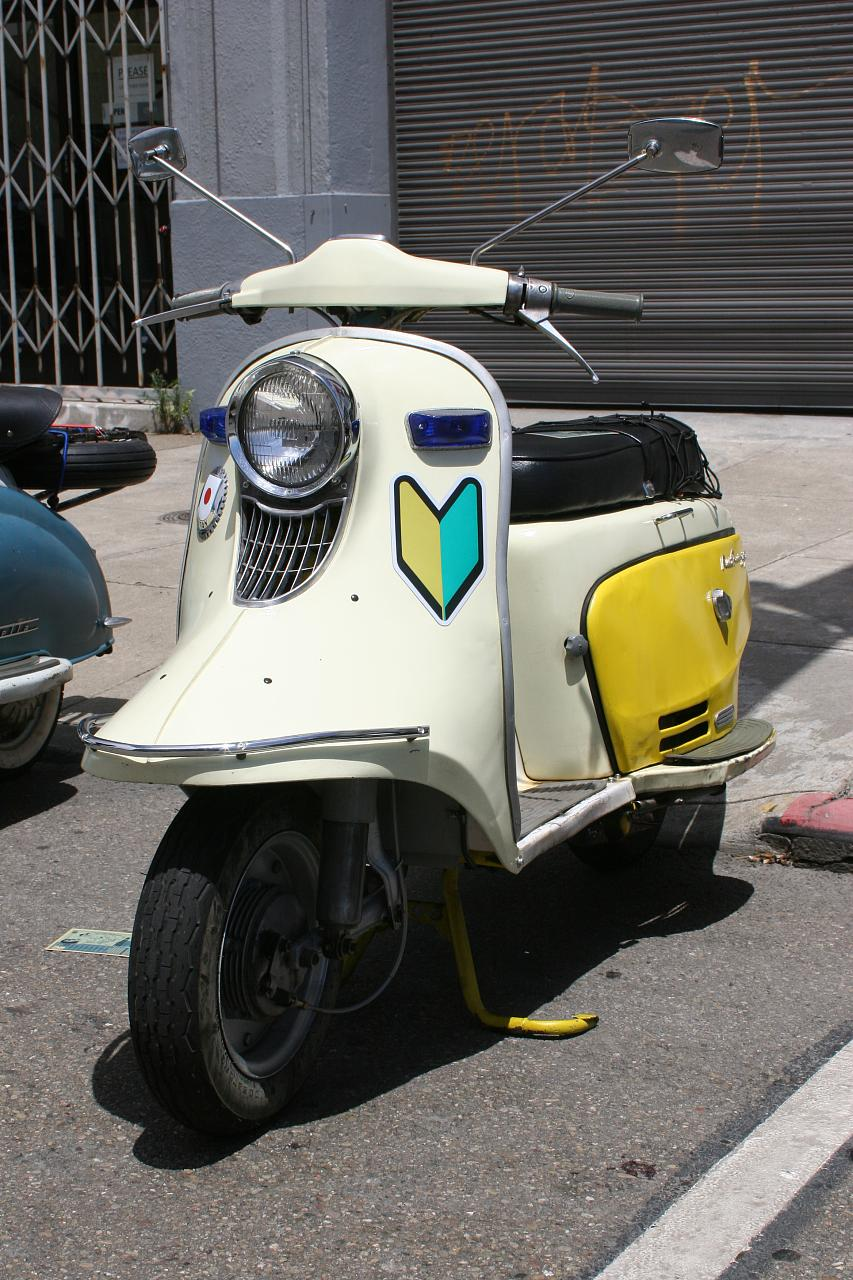
Тот же Fuji Rabbit 150, виден двухцветный знак начинающего водителя (Сёсинся).

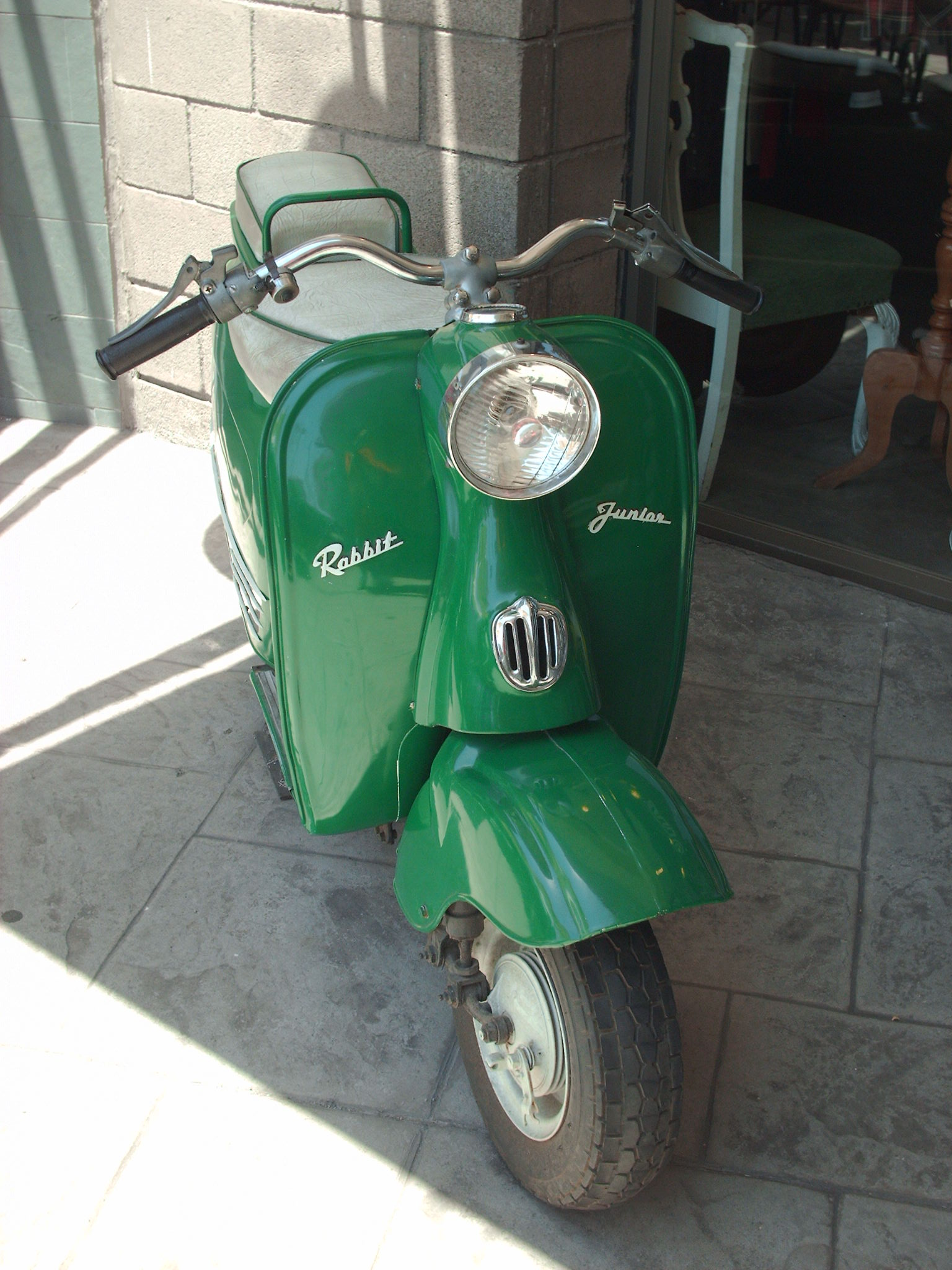
Fuji Rabbit Junior из Чили

В соответствии с ограничениями, наложенными на Японию после капитуляции, ей было запрещено производство военной техники. В связи с этим, авиастроительная компания Nakajima, была национализирована и реорганизована в фирму Fuji Sangyo Co., занявшуюся производством товаров гражданского назначения. Одним из первых её изделий стал Fuji Rabbit, появившийся после изучения японскими инженерами мотороллера Powell Streamliner, применявшегося в некоторых частях американских оккупационных войск.
В июне 1946 года на заводе Отакита (Ота, префектура Гумма) начался выпуск первой модели, S-1 со 135-кубовым двигателем,.
Fuji Rabbit, первый мотороллер, произведенный в Японии, добился определённого коммерческого успеха и произвел революцию в местной послевоенной автомобильной промышленности.. В ходе дальнейших модернизаций, получив электрический стартер, автоматическую коробку передач и пневматическую систему подвески, он стал одним из самых технологичных образцов мототехники своей эпохи, а также первым мотороллером японского производства, способным развивать скорость выше 95 км/ч.
В мае 1948 года Fuji Rabbit и его главный конкурент Silver Pigeon от Mitsubishi были подарены императору Японии. В 1954 году появился новый конкурент, Honda Juno.
С ростом японской экономики, спрос на мотороллеры уменьшился в пользу более удобных четырёхколёсных транспортных средств, малолитражных и малогабаритных автомобилей Кей-кар. Fuji (уже реорганизованная к тому моменту в Subaru) перешла на их производство в 1958 году, выпустив модели P1 и Subaru 360. Последний мотороллер Fuji сошел с конвейера 29 июня 1968 года.

## В Северной Америке
В Северной Америке Fuji Rabbit известен тем, что с его импорта начал свою карьеру в автопроме бизнесмен Малькольм Бриклин, позже занимавшийся ввозом в США дешёвых иномарок Subaru 360 и Yugo а также созданием и выпуском автомобиля собственной конструкции Bricklin SV-1. Позже основным импортёром для Северной Америки стала American Rabbit Corporation.

## Мотороллер в популярной культуре

### В кинематографе
Fuji Rabbit в японской поп-культуре стал ностальгическим символом периода «экономического чуда» 1950-1970х годов. Его можно видеть в эпизодах фильмов «Молния» (1952), «Свиньи и броненосцы» (1961), «Пламя верности» (1962), «Западня» (1962) и целом ряде других, включая также и аниме «FLCL» (2000), «Агент Паранойи» (2004) и «Со склонов Кокурико» (2011)

### В стендовом моделизме
- сборная модель мотороллера в масштабе 1:80 с 2008 года выпускается компанией Echo Model[5].

## Интересные факты
На прототипе Fuji Rabbit стояли два задних колеса с военного самолёта Yokosuka P1Y Ginga  без протекторов.